# Inventiones Mathematicae
Inventiones Mathematicae, oft auch kurz als Inventiones bezeichnet, ist eine mathematische Zeitschrift, die monatlich vom Springer Verlag herausgegeben wird. Sie wurde 1966 gegründet und zählt zu den angesehensten Zeitschriften für Mathematik.

## Hauptteil
Die Inventiones Mathematicae waren als europäische Zeitschrift konzipiert, die alle Gebiete der reinen Mathematik abdecken und insbesondere die Veröffentlichungszeiten verkürzen sollte. Erste Ideen dazu kamen aus einem Gespräch von Alexander Dinghas und Charles Ehresmann auf der Jahrestagung der Deutschen Mathematiker-Vereinigung 1963. Veröffentlicht werden sollte in Englisch, Deutsch, Französisch und Italienisch. Unterstützung kam von Enrico Bombieri, damals Sekretär der IMU. Ehresmann kontaktierte 1964 bei dessen Paris-Besuch Heinz Götze vom Springer Verlag der sofort zusagte (später nannte er die Zeitschrift eines der Flaggschiffe des Verlags im Bereich Mathematik). Organisiert wurde die Gründung im Verlag von Klaus Peters. Reinhold Remmert gehörte zu den Gründungsherausgebern und schließlich fand man insgesamt zwölf Herausgeber für den Start der Zeitschrift, wobei man vor allem Mathematiker der jüngeren Generation einbezog und Vertreter aus vielen europäischen Ländern. Neben Remmert waren dies Wladimir Arnold, Heinz Bauer, Bryan Birch, Pierre Gabriel, Pierre Cartier, André Haefliger, Nicolaas Kuiper, Bernard Malgrange, Yuri Manin, Jacques Tits, Edoardo Vesentini. Ab 1974 wurde auch erstmals ein nicht in Europa (sondern in den USA) wirkender Mathematiker als Herausgeber einbezogen, Jürgen Moser. Es blieb aber bei maximal zwölf Herausgebern und gemeinsamer Zuständigkeit aller Herausgeber. Der Name der Zeitschrift stammte von der Ehefrau von Jacques Tits, Marie-Jeanne Tits. In den ersten Jahren erwarb sich die Zeitschrift auch den Ruf als Zeitschrift der jüngeren Generation kritisch auch gegenüber gestandenen älteren Kollegen zu sein.
Die Herausgeber sollen vor allem Artikel anwerben (wie sich dies bei den Mathematischen Annalen zu Hilberts Zeiten bewährt hatte) und nur in Ausnahmefällen selbst begutachten. Jede Arbeit wird vor Veröffentlichung von zwei Referenten begutachtet, von denen mindestens einer ein detailliertes Gutachten abgibt.
Der Impact Factor des Journals lag 2012 bei 2,259. In der Statistik des ISI Web of Knowledge belegte die Zeitschrift Rang 6 von 295 betrachteten Journals in der Kategorie Mathematik.